# Dan Jiang
Dan Jiang är ett vattendrag i Kina. Det ligger i den centrala delen av landet, 900 km sydväst om huvudstaden Peking.